# محوطه اول ویار ۲
محوطه اول ویار ۲ مربوط به عصر مفرغ - دوره اشکانیان است و در شهرستان گیلانغرب، بخش مرکزی، دهستان چله، ۴۰۰ متری شمال روستای اول ویار واقع شده و این اثر در تاریخ ۲۶ اسفند ۱۳۸۷ با شمارهٔ ثبت ۲۵۴۵۲ به‌عنوان یکی از آثار ملی ایران به ثبت رسیده است.